# Гермина Австрийская
Гермина Амалия Мария Австрийская (14 сентября 1817, Буда — 13 февраля 1842, Вена) — эрцгерцогиня Австрийская из Габсбург-Лотарингского дома.

## Жизнь

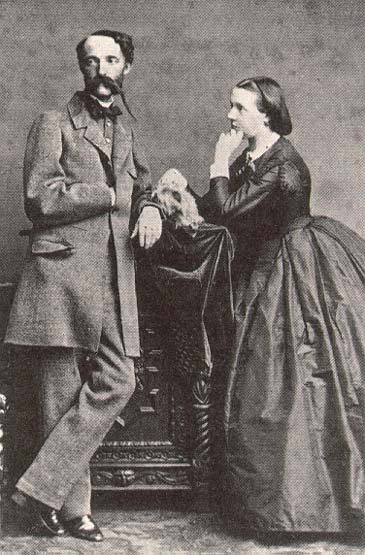
Мария Генриетта Австрийская со своим братом-близнецом Стефаном Францем, ок. 1840 г.

Гермина была дочерью эрцгерцога Иосифа, палатина Венгрии и принцессы Гермины Ангальт-Бернбург-Шаумбург-Хоймской. Её мать умерла вскоре после рождения Гермины и её брата-близнеца, эрцгерцога Стефана Франца. Её воспитывала мачеха, герцогиня Мария Доротея Вюртембергская. Бо́льшую часть детства она провела в Буде и в семейном имении в Альчутдобозе; получила отличное образование. Современники описывали эрцгерцогиню Гермину как милую, добрую и скромную девушку. Она была стройной молодой женщиной с хрупким телосложением, была склонна к болезням.
Гермина была принцессой-аббатисой Терезианского королевского и императорского женского монастыря Пражского Града в 1835—1842 годах. Она умерла 13 февраля 1842 года в Вене, Австрия.